# Aloe graciliflora
Aloe graciliflora é uma espécie de liliopsida do gênero Aloe, pertencente à família Asphodelaceae.